# جرائم الشرف حسب المنطقة
جريمة الشرف (بالإنجليزية الأمريكية: honor killing)، أو قتل العار هو جريمة قتل عمد، سواء كان من أحد أفراد الأسرة أم من خارجها، على يد شخص يسعى لحماية ما يراه مرتبطًا بالكرامة والشرف له أو لعائلته. غالبًا ما ترتبط جرائم الشرف بالدين والطوائف الإثنية وأشكال أخرى من الطبقات بحسب التدرج الاجتماعي، إلى جانب الجرائم المرتبطة بالحياة الجنسية، إذ غالبًا ما يتصف القتلى بكونهم أكثر تحررًا من القاتل بدلًا من توسيمهم «بالعار». في أغلب الأحيان، تتضمن هذه الجرائم قتل امرأة أو فتاة على يد أفراد العائلة الذكور بسبب اعتقاد الجناة بأن الضحية قد جلبت العار أو الفضيحة لاسم العائلة أو سمعتها أو مكانتها. يُعتقد أن جرائم الشرف قد نشأت من العادات القَبلية. ينتشر هذا النوع من الجرائم في أجزاء مختلفة من العالم، محليًا في بلدان الشرق الأوسط وشمال أفريقيا وفي جنوب آسيا ولا سيما في الهند وباكستان ونيبال، وكذلك في مجتمعات المهاجرين في البلدان التي لا تملك معايير مجتمعية تشجع على القتل دفاعًا عن الشرف (حتى تاريخيًا). غالبًا ما ترتبط جرائم الشرف بالمناطق الريفية والقَبلية، لكنها تحدث في المناطق الحضرية أيضًا. على الرغم من إدانة الاتفاقيات الدولية ومنظمات حقوق الإنسان، إلا أن جرائم الشرف غالبًا ما تكون مبررة ومدعومة من قِبَل مختلف المجتمعات.

## أوروبا
برزت قضية جرائم الشرف في أوروبا في السنوات الأخيرة، ما دفع إلى الحاجة إلى معالجة حدوثها. أشارت الجمعية البرلمانية الأوروبية لعام 2009 إلى ذلك في قرارها 1681 الذي نص على الحاجة الماسة للتصدي لجرائم الشرف. جاء في القرار ما يلي:
فيما يتعلق بما يسمى «جرائم الشرف»، تلاحظ الجمعية البرلمانية أن المشكلة، بدلًا من التضاؤل، قد تفاقمت بالفعل، بما في ذلك في داخل أوروبا. وهذا يؤثر بشكل رئيسي على النساء إذ هنّ أكثر الضحايا تكرارًا في كل من أوروبا وبقية العالم، ولا سيما في المجتمعات الأبوية والأصولية. لهذا السبب، طلبت الجمعية من الدول الأعضاء في مجلس أوروبا «وضع خطط عمل وطنية والبدء بتنفيذها لمكافحة العنف ضد المرأة، بما في ذلك العنف المرتكب تحت ما يسمى «الشرف»، في حال لم تكن قد بدأت بذلك بالفعل.
جاء في بنود شبكة التوعية بالعنف القائم على الشرف (إتش بي في إيه) مايلي:
سجلت بعض دول أوروبا الشرقية حالات من العنف القائم على الشرف على يد السكان الأصليين، مثل ألبانيا والشيشان، وتم إدخال جرائم «الشرف» في الذاكرة الحية لسكان دول البحر الأبيض المتوسط مثل إيطاليا واليونان.
وفقًا لعالم الأنثروبولوجيا تشارلز ستيوارت، فإن غالبية جرائم الشرف يرتكبها الجيل الأول من المهاجرين ضد «الجيل الثاني والثالث من المهاجرين» الذين أصبحوا يتمتعون بعقلية غربية.
وفقًا لدراسة جرت على 67 جريمة شرف في أوروبا بين عامي 1989-2009 من قِبَل عالم النفس فيليس تشيسلر، والتي نُشرت في منتدى الشرق الأوسط، فإن 96٪ من مرتكبي جرائم الشرف في أوروبا كانوا من المسلمين، وأن 68٪ من الضحايا قد تعرضوا للتعذيب قبل وفاتهم.
تحظر اتفاقية منع ومكافحة العنف ضد المرأة والعنف المنزلي ارتكاب جرائم الشرف. تنص المادة 42 على ما يلي:
المادة 42- المبررات غير المقبولة للجرائم، بما في ذلك الجرائم المرتكبة تحت ما يسمى الشرف.
1- تتخذ الأطراف التدابير التشريعية وغيرها من التدابير اللازمة لضمان مراعاة الثقافة أو العِرف أو الدين أو التقاليد أو ما يسمى بالشرف مبررًا لهذه الأفعال في الإجراءات الجنائية التي تبدأ عقب ارتكاب أي من أعمال العنف المشمولة بنطاق هذه الاتفاقية. يشمل ذلك، على وجه الخصوص، الادعاءات بأن الضحية قد انتهكت الأعراف أو العادات الثقافية أو الدينية أو الاجتماعية أو التقليدية للسلوك المناسب.

2- تتخذ الأطراف التدابير التشريعية وغيرها من التدابير اللازمة لضمان أن تحريض أي شخص على ارتكاب أي من الأفعال المشار إليها في الفقرة 1 يُعتبر من المسؤولية الجنائية لذلك الشخص عن الأفعال المرتكبة.